# Actinidia asymmetrica
Actinidia asymmetrica là một loài thực vật có hoa trong họ Dương đào. Loài này được F.Chun mô tả khoa học đầu tiên năm 1948.